# Cheilea
Cheilea is een geslacht van weekdieren uit de klasse van de Gastropoda (slakken).

## Soorten
- Cheilea africana Rolán & Fernández-Garcés, 2014
- Cheilea americana Rolán, Redfern & Fernández-Garcés, 2014
- Cheilea atlantica Rolán, Leal & Fernández-Garcés, 2014
- Cheilea cepacea (Broderip, 1834)
- Cheilea cicatricosa (Reeve, 1858)
- Cheilea corrugata (Broderip, 1834)
- Cheilea dormitoria (Reeve, 1858)
- Cheilea equestris (Linnaeus, 1758)
- Cheilea hipponiciformis (Reeve, 1858)
- Cheilea janitrix Maxwell, 1966 †
- Cheilea microstriata Barnard, 1963
- Cheilea plumea Laws, 1932 †
- Cheilea postera Laws, 1936 †
- Cheilea scutulum (Reeve, 1858)
- Cheilea striata Nowell-Usticke, 1959
- Cheilea tectumsinense (Lamarck, 1822)
- Cheilea tortilis (Reeve, 1858)
- Cheilea uncinata (Reeve, 1858)
- Cheilea undulata (Röding, 1798)